# Disarcionamento
Il disarcionamento o high side (termine inglese) è la definizione tecnica di una tipologia di caduta motociclistica, dove la moto in curva (ma anche ad andatura rettilinea) subisce una perdita d'aderenza da parte della ruota posteriore, seguita da una ripresa dell'aderenza che porta il pilota ad essere disarcionato dal mezzo. In conseguenza di ciò il pilota viene scaraventato in aria.

## Descrizione
La ruota posteriore inizialmente perde aderenza e si sposta da un lato della moto, la sospensione passa da uno stato di compressione ad uno stato di parziale o completa estensione: durante quest'ultima fase lo pneumatico riprende aderenza, ma con un asse (traiettoria) diverso dal resto della moto, il che porta ad un veloce raddrizzamento del motociclo ed il pilota è quasi scaraventato via; può succedere anche a bassa velocità.
Questo tipo di caduta, dato lo sfavorevole angolo d'impatto, è molto temuta dai piloti perché spesso causa seri traumi (es. fratture e commozioni cerebrali).

## Cause
Questo fenomeno può essere causato da:
- Apertura rapida del gas in uscita di curva: lo pneumatico non riesce a trasmettere tutta l'energia del motore e si innesca così il pattinamento, che porta all'estensione dell'ammortizzatore
- Bloccaggio posteriore in frenata: lo pneumatico viene bloccato dal disco e perde buona parte della sua tenuta, il che porta all'estensione dell'ammortizzatore
- Freno motore: in un motore a quattro tempi, e se il mezzo non è dotato di sistemi per la regolazione del freno motore, l'improvvisa chiusura del comando gas può determinare lo stesso effetto della ruota posteriore bloccata.

## Nelle competizioni
Questo tipo di incidente si verificava con una certa frequenza sulle vecchie moto da gran premio due tempi (soprattutto di 500 cc); a partire dall'introduzione della classe MotoGP nel campionato del mondo motociclistico e quindi dell'inizio dell'uso di motori quattro tempi di 990 cm³ le motociclette da Gran Premio iniziarono a venire dotate di sistemi elettronici di controllo di trazione, utili a rendere queste moto maggiormente gestibili in fase di accelerazione e ad evitare tale genere di incidenti. Grazie a questi sistemi di controllo oggi questa tipologia di caduta è decisamente meno frequente e, ove si verifichi, è causata quasi esclusivamente da malfunzionamenti al sistema elettronico di controllo oppure da situazioni transitorie di aderenza (vedi la caduta di Casey Stoner nel giro di ricognizione durante l'ultimo GP della stagione 2009 svoltosi a Valencia).